# Stadtkirche Fürstenwerder

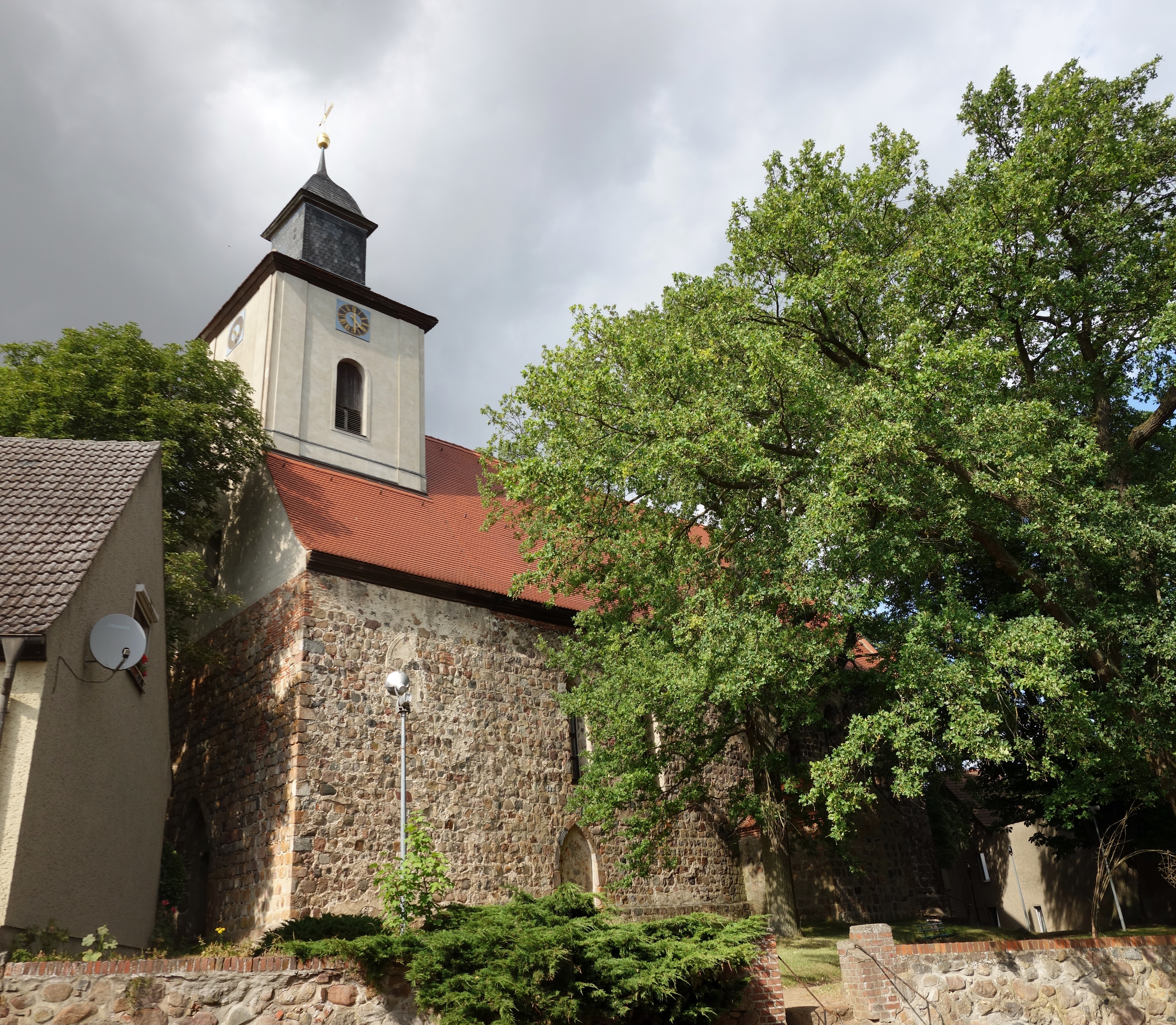
Stadtkirche Fürstenwerder

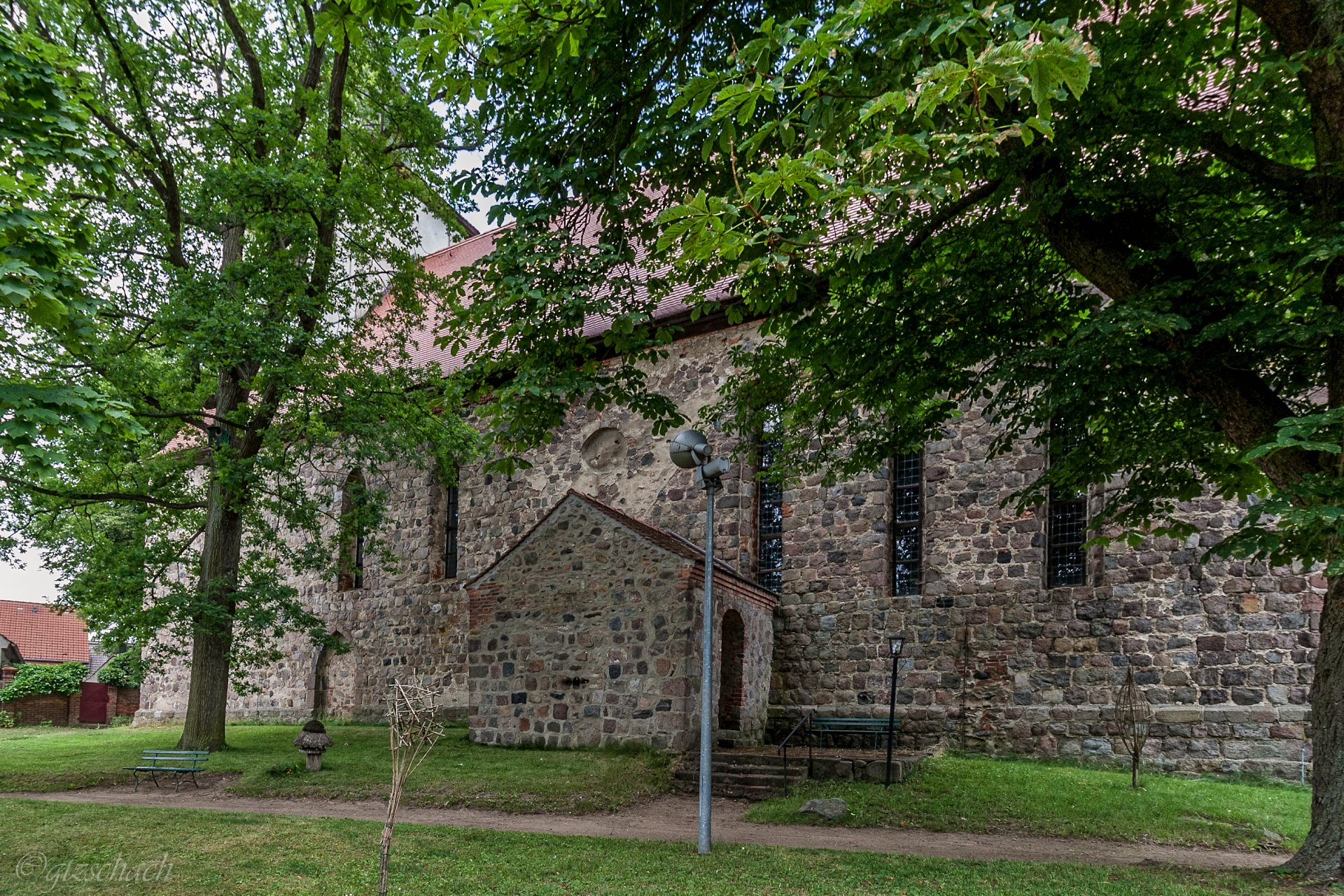
Südseite

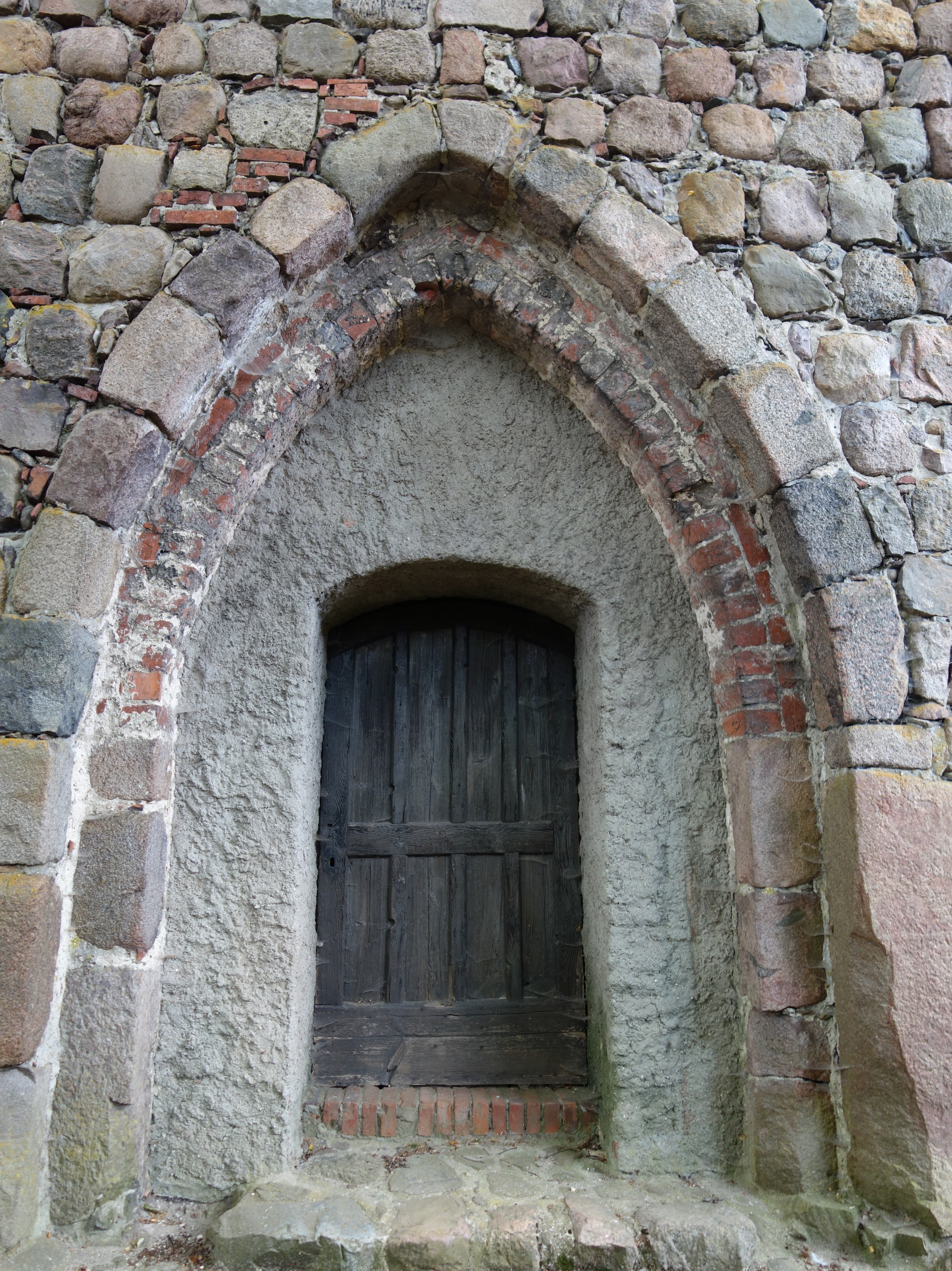
Westportal

Die evangelische Stadtkirche Fürstenwerder (auch Heilandskirche) ist eine gotische Saalkirche im Ortsteil Fürstenwerder der Gemeinde Nordwestuckermark im Landkreis Uckermark in Brandenburg. Sie gehört zur Gesamtkirchengemeinde Schönwerder im Kirchenkreis Uckermark der Evangelischen Kirche Berlin-Brandenburg-schlesische Oberlausitz.

## Geschichte und Architektur
Die Kirche ist ein hoher Feldsteinsaal mit schiffsbreitem Westturm und tonnengewölbter Nordsakristei aus der zweiten Hälfte des 13. Jahrhunderts, der durch aufwendige Detail- und Schmuckformen charakterisiert ist. Der quadratische Turmaufsatz mit Ecklisenen und geschwungener Schindelhaube entstand nach dem großen Stadtbrand im Jahr 1786; eine Vorhalle im Süden stammt aus dem 15. Jahrhundert. Das Bauwerk wurde 1998/1999 restauriert. Dabei wurden die Dachkonstruktion und die Dachdeckung des Kirchenschiffs saniert, die Westfassade verfestigt und der Kirchturm neu verputzt. Im Turminnenraum verhindern Zuganker seit dieser Zeit das Auseinanderstreben der Außenwände. Im Jahr 2021 soll die Turmhaube saniert werden.
Ein umlaufender, gekehlter Sockel – eine Plinthe – gliedert das Äußere. Im Norden, Westen und Süden erschließen gestufte Spitzbogenportale mit Kehle oder eingelegtem Stab das Innere; am Nordportal ist die äußere Archivolte mit Kehle und Halbkugeln geschmückt. Schmale hohe Spitzbogenfenster erhellen das Innere, die drei Ostfenster sind in einer Blende gruppiert, deren Abschluss von fünf gekuppelten, konsolengetragenen Bögen über den Fenstern gebildet wird; der baulich nicht abgesetzte Chor ist durch ähnliche Bogenfriese über den drei östlichen Fenstern der Nord- und Südseite hervorgehoben. Am Ostgiebel sind kleine Spitzbogenblenden am Fuße und an den Schrägen angeordnet, ähnliche Motive sind in der Backsteinarchitektur geläufig; in der Mitte sind zwei hohe Lanzettblenden mit einer Kreisblende darüber eingebracht.
Innen sind Chor und Schiff durch massive Rechteckvorlagen an den Längswänden voneinander geschieden, die vermutlich Reste eines geplanten Triumphbogens sind; die hohe Spitzbogenöffnung zum tonnengewölbten Turm ist teilweise vermauert. Eine Balkendecke schließt das Innere ab; sie stammt wie die Emporen im Norden, Süden und Westen aus den Jahren 1767 und 1779. Ein Leuchterpaar aus Zinn wurde 1747, ein weiterer zinnerner Leuchter 1750 geschaffen.

## Ausstattung
Der Innenraum der Kirche wurde nach dem Brand im 18. Jahrhundert neu gestaltet. Die Reste eines schlichten barocken Kanzelaltars stehen seit 1963 im Turmunterbau. Dort hängen auch zahlreiche Gedenktafeln, die an die Gefallenen der Kriege erinnern. Altartisch, Taufe und Kanzel entstanden 1962 durch die PGH Aufbau aus Tonziegeln. Der Innenraum ist mit Gemälden des Fürstenwerderer Heimatmalers Andreas Kranzpiller geschmückt, die biblische Motive zeigen. Das älteste Ausstattungsstück ist die Orgel, ein Werk von Barnim Grüneberg aus dem Jahr 1877 mit elf Registern auf zwei Manualen und Pedal. Im Jahr 1997 wurde sie restauriert, wobei die fehlenden Prospektpfeifen ergänzt wurden. Im Turm hängen zwei Stahlglocken aus dem Jahr 1927. Sie ersetzen zwei Bronzeglocken, die im Ersten Weltkrieg im Zuge einer Metallspende des deutschen Volkes abgegeben werden mussten und verloren gingen.